# Masicera sesquiplex
Masicera sesquiplex là một loài ruồi trong họ Tachinidae.